# シャテルペロン文化

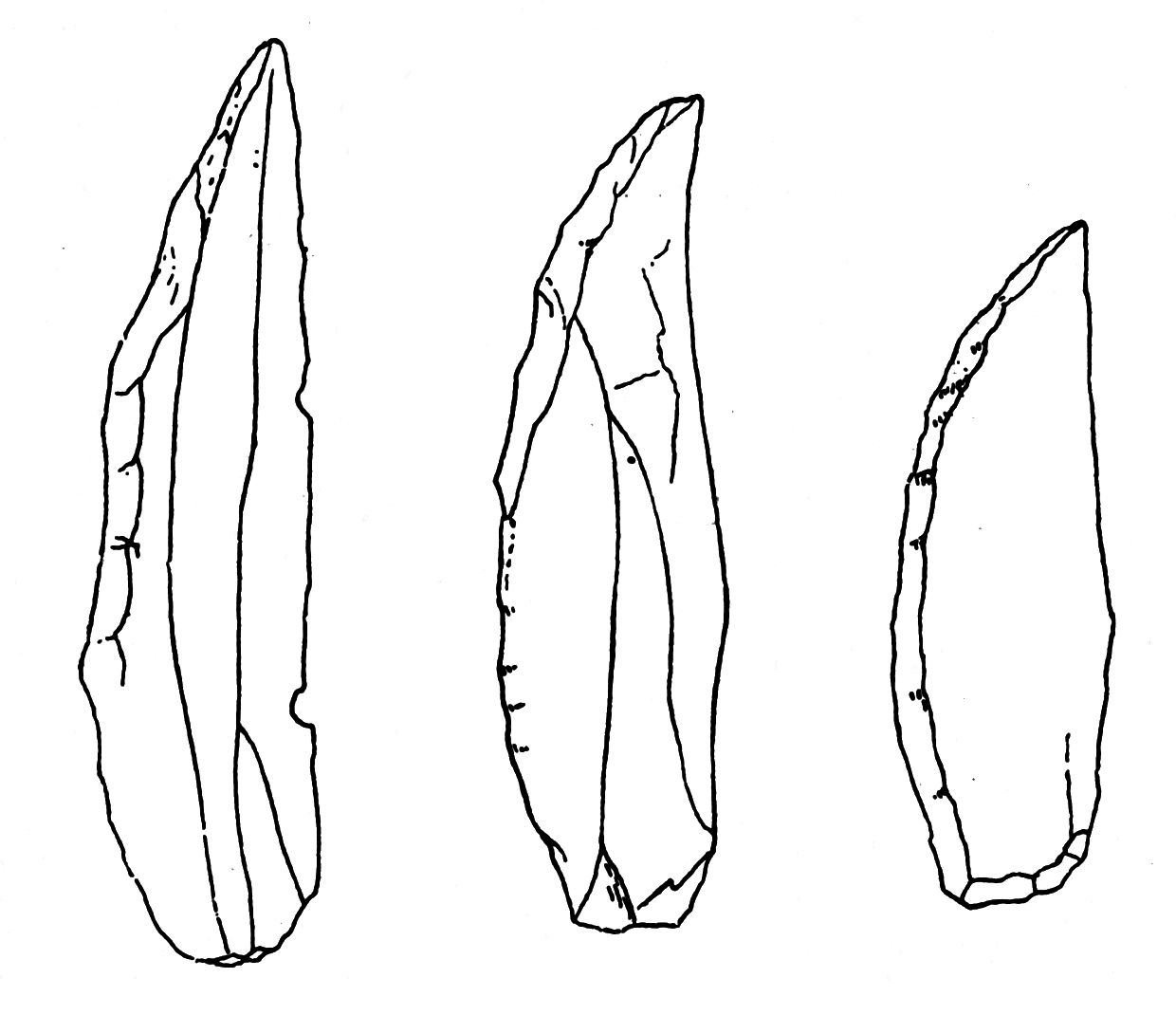
シャテルペロン尖頭器

シャテルペロン文化（シャテルペロンぶんか、カステルペロニアン文化、カステルペロン文化とも）とは西ヨーロッパ後期旧石器時代初期の約3.6万年前から3.2万年前に栄えた文化。フランス、アリエ県のシャテルペロン洞窟にちなんで名づけられた。時代的にはムスティエ文化の後、グラヴェット文化 (en) 、オーリニャック文化の前の文化である。
このシャテルペロン文化は当初こそ、オーリニャック文化前期、ペリゴール文化 (en) 前期のものと考えられていたが、現在は独立した文化として考えられている。

## 概要
ネアンデルタール人が営んだムスティエ文化とクロマニョン人が営んだオーリニャック文化の狭間となる文化であり、初期のオーリニャック文化にはシャテルペロン文化と重なる遺跡も存在する。シャテルペロン文化ではムスティエ文化と後期旧石器文化と共通する技術をもっており、シャテルペロン文化層で発見される遺物の半数が『石刃』を元に作成されている。また、フランスのグロッテ・ドゥ・レーヌ遺跡では象牙のビーズ、穴のあいだ動物の歯、マンモスの牙で支えていたと思われる住居跡なども発見されている。
このシャテルペロン文化はフランス西部とスペイン北部における石器文化であり、当初は人類初の石刃技法を扱った文化であることからホモ・サピエンスが営んだ地方文化で後期旧石器文化時代のもの、もしくはムスティエ文化の後の中期旧石器文化の最終相であるかは議論がされており、当初、ヨーロッパに移住した初期のクロマニョン人が伝えた文化と多くの学者らが考えていた。

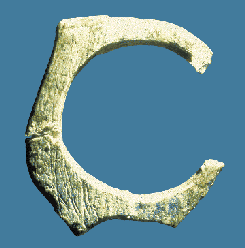
アルシ＝シュル＝キュールで発見された骨細工

しかし、フランスのサン・セゼール (en) 、アルシ＝シュル＝キュール (en) とアルシ洞窟群のトナカイ洞窟においてネアンデルタール人の化石とともにシャテルペロン文化遺物が発見されたため、ネアンデルタール人が営んだ文化と現在は考えられている。
特にサン・セゼールのシャテルペロン文化層で発見された遺物は最良のものであり、特徴的なシャテルペロン尖頭器の特徴を備えている。なお、この時に発見されたナイフはムスティエ文化のアシュール伝統ムスティエ文化B型（fr）のものに類似していたため、フランソワ・ボルド (en) はシャテルペロン文化がアシュール伝統ムスティエ文化B型に基いて進化したものとしていた。これに類似したものとして旧石器文化と上部旧石器文化の特徴が交じり合っているイタリアのウルッツァ文化（Uluzzian Culture）、東欧のセレタ文化複合があるが、これらもシャテルペロン文化と同じく、ムスティエ文化から進化したものとされていた。
しかし、これには異論も存在しており、サン・セゼールで発見された石器はシャテルペロン文化のものだけであり、中東や南部アフリカにおいて同じように石刃を用いていた先上部旧石器文化（PUP）群がこれらの文化より古い時期に発生して消えていった例があることから、ネアンデルタール人らは独自に上部旧石器製作技術を手に入れたのではなく、新たな技術として他のものを模倣した結果であるとする説もあり、シャテルペロン文化は新人が営んだオーリニャック文化の出現時期と同じかそれより遅れた時期に出現したことからその理由が説明されている。
現在では後者の説が支持されており、シャテルペロン文化はネアンデルタール人が営んだ文化で新人が営んだ文化を模倣したものとされている。また、熱ルミネッセンス法によってサン・セゼールのフリント石器を使用して年代が測定された結果、約3万6300年前と推測されネアンデルタール人が3万年前まで生き残っていた事が明らかにされた。
イギリスの学者、ポール・メラーズ (en) はこれらを文化変容の一例としており、オーリニャック文化を営んだ新人らが東ヨーロッパから西ヨーロッパにいたるにつれてムスティエ文化を担っていた人々がその技術を習得して身近な目的に使用したが、文化の移植が起こることはなかったとしている。
このシャテルペロン文化の終焉はネアンデルタール人の消滅を意味しており、スペイン、フランス西南部でのみ発見されることからネアンデルタール人らが徐々にその勢力を失う様相を表しているとする説もある。ただし、ポルトガルのフィゲイラ・ブラヴァ（Figueira Brava）洞窟で3万1千年前と推定されるネアンデルタール人の骨の断片が発見されたことはネアンデルタール人が最終期をイベリア半島で過ごした可能性があるため、単純化しすぎという声もある。